# Ivars Eglītis
Ivars Eglītis (ur. 3 września 1959 w Kuldīdze) – łotewski lekarz i polityk, w latach 2007–2009 minister zdrowia.

## Życiorys
W 1984 ukończył studia medyczne w Ryskim Instytucie Medycznym. W drugiej połowie lat 90. kształcił się w Göteborgu. Pracę zawodową podjął w 1984 jako terapeuta w szpitalu okręgu Kuldīga, później pracował jako lekarz w lokalnych szpitalach. Od 1989 do 1992 był dyrektorem przedsiębiorstwa branży medycznej, następnie do 1994 głównym lekarzem okręgu Kuldīga. Od 1994 do 1995 pełnił funkcję dyrektora departamentu zdrowia w resorcie opieki społecznej. W 1995 objął stanowisko prezesa zarządu spółki prowadzącej szpital w Kuldīdze.
Działał w Partii Ludowej. Od grudnia 2007 do czerwca 2009 sprawował urząd ministra zdrowia w rządach Ivarsa Godmanisa i Valdisa Dombrovskisa. Podał się do dymisji, krytykując wysokość nakładów budżetowych na służbę zdrowia.
Powrócił do pracy w szpitalu w Kuldīdze jako przewodniczący jego rady. Został też członkiem zarządu łotewskiego stowarzyszenia szpitali. W 2017 uzyskał mandat radnego Kuldīgi z listy lokalnego komitetu „Kuldīgas novadam”.